# Paraglenurus lotzi
Paraglenurus lotzi är en insektsart som beskrevs av Miller och Stange in Miller et al. 1999. Paraglenurus lotzi ingår i släktet Paraglenurus och familjen myrlejonsländor. Inga underarter finns listade i Catalogue of Life.